# Mariliasuchus
Mariliasuchus ('Marilia krokodil') is een geslacht van uitgestorven notosuchide Mesoeucrocodylia uit het Laat-Krijt, gevonden in de buurt van Marilia, Brazilië. 

## Vondst en naamgeving
De eerste botresten werden in 1995 gevonden en verzameld door de Braziliaanse paleontoloog William Nava, in rode rotsen van de fossielhoudende Adamantina-formatie. Vier jaar later werd het door de Braziliaanse paleontologen Ismar de Souza Carvalho en Reinaldo J. Bertini beschreven als Mariliasuchus amarali.
De typesoort is Mariliasuchus amarali. De geslachtsnaam verwijst naar de vindplaats. De soortaanduiding is ter ere van de Braziliaanse natuuronderzoeker Sérgio Estanislaw do Amaral. 
De tweede soort Mariliasuchus robustus werd in 2007 benoemd. De soortaanduiding betekent 'de zwaargebouwde'. Het holotype van M. robustus is UFRJ-DG 56-R.
Tot nu toe zijn er verschillende exemplaren van Mariliasuchus amarali gevonden in de buurt van eieren, eierschalen en coprolieten. UFRJ DG 50-R is het holotype): een gedeeltelijk compleet en gearticuleerd skelet, inclusief een bijna volledige schedel en gedeeltelijk geconserveerde wervels en ledematen van een juveniel exemplaar. Later zijn meer specimina toegewezen. UFRJ DG 105-R is een schedel van een volwassen individu. UFRJ DG 106-R is nog een schedel van een groot dier. MZSP-PV 50, MZSP-PV 51, MN 6298-V en MN 6756-V zijn schedels. URC R 67, URC R 68, URC R 69 zijn postcrania. Eieren en dergelijke betreffen de specimina MPM 114 Ic V (vier eieren). MPM 115 R MPM 116 R MPM 117 R en MPM 119 R.
Al deze exemplaren zijn teruggevonden in een wegafsluiting, tien kilometer ten zuiden van de stad Marilia, in ontsluitingen die bekend staan als de Estrada Velha aftakas. een en twee. Ze komen uit het bovenste deel van de Adamantinaformatie, wat wijst op het Laat-Krijt (mogelijk Campanien/Maastrichtien).

## Beschrijving
Mariliasuchus is anderhalve meter lang. Het gebit is heterodont. De snuit is kort en breed.

## Fylogenie
Een fylogenetische analyse door Zaher et alii (2006) ontdekte dat Mariliasuchus amarali een nauwe verwantschap heeft met Comahuesuchus. Andrade et alii (2006), terwijl ze het verhemelte en de choanae van sommige Mesoeucrocodylia bestudeerden, kwamen tot dezelfde conclusie. Hoewel deze clade in geen van beide publicaties een naam kreeg, kan deze worden aangeduid als de Comahuesuchidae.

## Paleobiologie
Mariliasuchus was, in tegenstelling tot moderne krokodillen, een landbewoner. De neusgaten bevonden zich aan de voorkant van de schedel, in tegenstelling tot moderne krokodillen, waarbij de neusgaten naar boven gericht zijn, om het dier te helpen ademen terwijl het bijna volledig ondergedompeld is. Bovendien zijn de ogen bij Mariliasuchus amarali zijdelings gericht (bij moderne krokodillen zijn ze naar boven gericht). Het had een zeer gewijzigd gebit, gedifferentieerd in incisiformen, caniformen en molariformen. Opvallend waren vooral de voorste tanden, die horizontaal waren gericht in plaats van verticaal. De functie van deze vreemde opstelling is nog niet duidelijk, maar Vasconcellos et alii (2002) maakten vergelijkingen met het gebit van varkens, wat aangeeft dat hun voedingsvoorkeuren convergeren. Hij had ook sterke kaakspieren, wat wijst op een goede mate van mandibulaire activiteit. Er lijkt een aanzienlijke mate van variatie te bestaan tussen exemplaren van Mariliasuchus amarali. Een deel hiervan houdt verband met de individuele leeftijd, maar sommige kunnen ook wijzen op seksueel dimorfisme, of zelfs op de mogelijkheid dat sommige van de aan deze soort toegewezen exemplaren tot een ander dier behoren.
Ontogenetische studies uitgevoerd door Vasconcellos en Carvalho (2005) concludeerden dat tijdens de groei de schedel van Mariliasuchus amarali-individuen korter en de schedel resistenter wordt, terwijl ze lateraal wordt samengedrukt. Op volwassen leeftijd heeft de oogkas een minder cirkelvormig profiel dan bij jongere individuen.
Het postcraniale skelet van Mariliasuchus amarali vertoont een mengsel van eigenschappen die vergelijkbaar zijn met die in het skelet van de landbewonende crocodyliform Notosuchus en eigenschappen die aanwezig zijn bij aquatische eusuchide crocodyliformen, inclusief levende krokodilachtigen. Nobre en Carvalho (2013) concludeerden dat Mariliasuchus geen rechtopstaande of semi-rechtopstaande houding had, maar eerder uitgestrekte poten en mogelijk amfibische gewoonten had die vergelijkbaar waren met die van levende krokodilachtigen.